# NGC 1463
NGC 1463 é uma galáxia espiral (Sa) localizada na direcção da constelação de Reticulum. Possui uma declinação de -59° 48' 37" e uma ascensão recta de 3 horas, 46 minutos e 15,5 segundos.
A galáxia NGC 1463 foi descoberta em 6 de Outubro de 1834 por John Herschel.